# 적멸보궁

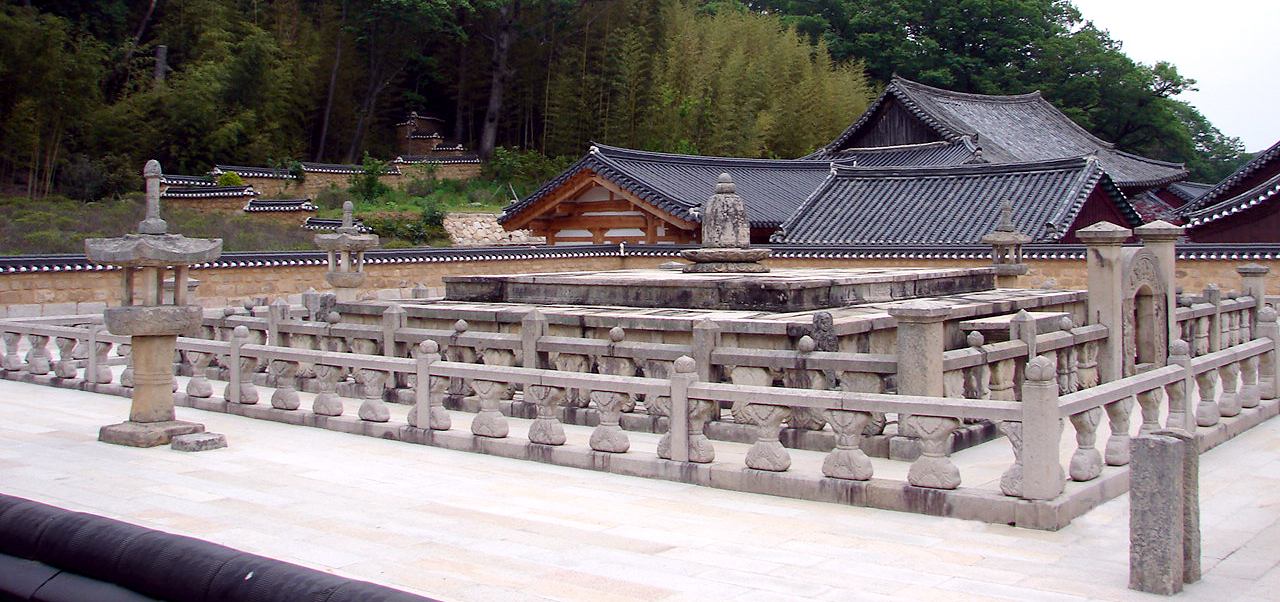
경상남도 양산시 통도사에 있는 석가모니의 진신사리

적멸보궁(寂滅寶宮)은 사찰에서 석가모니의 진신사리를 봉안하고 있는 불교 건축물이다. 석가모니의 진짜 몸에서 나온 사리가 있으므로, 불상을 봉안하지 않고 불단만 있는 것이 특징이다.
한국의 5대 적멸보궁은 경상남도 양산시 통도사 적멸보궁, 강원도 평창군 오대산 중대 적멸보궁, 강원도 인제군 설악산 봉정암 적멸보궁, 강원도 영월군 법흥사 적멸보궁, 강원도 정선군 태백산 정암사 적멸보궁이다. 불사리는 모두 신라시대에 자장(慈藏, 590-658)이 당나라에서 귀국할 때 가져온 것이고, 이중 정암사는 임진왜란 때 통도사의 것을 나눈 것이라고 한다.

## 적멸보궁의 유래
석가모니가 설법을 펼친 보리수 아래의 적멸도량을 뜻하는 전각으로 석가모니 사후에 와서는 그의 사리를 봉안하고 있는 절, 탑, 암자 등을 뜻하는 말로 바뀌었다. 보통 절과 보궁을 헷갈려 통도사 절 자체를 적멸보궁이라고 말하기도 하는데, 틀린말은 아니지만 엄격히 따지자면 절 자체가 적멸보궁이 아니라, 절에서도 진신사리를 봉안하고 있는 장소를 일컬어 보궁이라 한다. 석가모니의 사리를 진신사리라고 하며, 이 진신사리를 봉안하고 있는 절에서는 석가모니, 즉 부처님이 계신다고 하여 다른 부처님을 상징할 수 있는 불상이나 조각을 절에 두지 않는다. 일반적으로 절의 시설은 전(殿)이나 각(閣)으로 나타내지만, (대웅전, 삼신각) 진신 사리를 봉안한 절은 보궁이라 하여 궁(宮)으로 높여 부른다. 적멸보궁은 여러 불교 문화재 중에서도 그 가치가 두드러지는 것이라 볼 수 있다. 현재 대한민국에 남아 있는 적멸보궁 중 가장 유명한 5개의 보궁을 꼽아 5대 적멸 보궁이라 하는데 영축산 통도사의 적멸보궁, 오대산 중대(中臺)상원사에 있는 적멸보궁, 사자산 법흥사 (영월군)(法興寺)에 있는 적멸보궁, 정선 함백산 정암사(淨巖寺)의 적멸보궁, 설악산  인제   봉정암  한국 최고높이 사찰(鳳頂庵,  원효대사관련)에 있는 적멸보궁 등이다.
이중 태백산 정선 정암사는 임진왜란기 사명대사가
왜적의 탈취에 대비해  분산해 일부 옮겨온 것이다.

## 5대 적멸보궁과 관련된 설화와 그 역사
각각의 보궁과 관련된 전설은 모두 자장율사가 중국 당나라 유학후 당고종기 승려로 현신한 문수보살로부터 가사, 진신사리 100여과, 경전을 받으면서 시작한다. 해동에 불법을 밝히라는 보살의 말을 들은 후 율사는 친히 신라로 건너와  절을 창건하고 불법을 알리는 일에 앞장 서게 된다.
각각의 적멸보궁마다 전설과도 같은 이야기가 전해져 내려오고 있다. 비록 용과 봉황 등 전설의 동물들이 나와 현실성이 떨어지는 이야기로 생각할 수도 있겠지만,
그 자체의 상징과 유래를 파악하는 것도 중요하기에 설화를 설명하고자 한다.

### 통도사
당나라 유학후,신라로 건너온 자장율사가 가장 먼저 세우게 된 절이 통도사이다. 통도사의 건립과 관련된 전설은 절 내부에 있는 연못인 구룡지로부터 비롯된다.예로부터 명당 자리였던 영취산 인근에는 많은 사람들이 궁궐이나 탑을 세우려 했으나, 아홉마리의 용들이 방해를 하는 바람에 아무도 성공하지 못했다.자장율사가 당나라에서 건너온 후 절을 세울 터를 찾다가, 그가 직접 날린 나무 오리가 한겨울임에도 불구하고 칡꽃을 물어오는 것을 보고, 겨울인데도 생생한 기운이 살아 있는 명당임을 알아본다. 처음에 율사는 구룡지에서 용들을 설득하여 나가게 하려하지만, 용들이 말을 듣지 않자, 화(火)자를 종이에 쓰고 연못에 넣은 후 진언을 외워 물을 끓게 한 후 용들을 좇아낸다.그 중 3마리는 하늘로 올라가려하다 죽고 5마리는 골짜기로 숨는데 이 5마리 용들이 숨은 곳을 오룡곡이라 한다. 그럼에도 불구하고 눈이 먼 용 한마리가 도망가지 못해 자장율사에게 살려달라고 빌자, 이를 불쌍히 여겨 연못을 지키도록 하니 이것이 구룡지의 유래이며,통도사 내부에 있는 구룡지는 용이 지키기 때문에 아무리 가물어도 물이 줄지 않고 홍수가 나도 물이 불지 않는다고 한다.이 이후 통도사는 남부의 대표적인 불교 중심지로써의 역할을 하게 되며, 불,법,승, 중 불(佛)을 상징하는 불교의 3대 상징 성지 중 하나가 된다. (법: 합천 해인사, 승: 순천 송광사) 임진왜란 때 왜군의 침략으로 인해 절 외부의 전각이 손상되는 등 큰 피해를 입지만, 사명대사가 통도사에 있던 진신사리 중의 일부를 정암사로 옮겨놓으면서, 진신사리의 훼손은 막을 수 있게 된다.

### 오대산 중대 적멸보궁
자장율사가 오대산을 개산한 이후로, 오대산에도 부처님의 진신사리가 봉안되었다하여 불교 성지로 추앙받았으나, 이 사리가 어디에 위치하고 있는지는 정확하지 않아,
신비로운 전설처럼 전해진다. 상원사는 이 사리를 보호하기 위한 수호령 역할을 맡는 절이며, 이 상원사의 건립과 관련해서는 삼국유사에 자세히 설명되어 있다.
삼국유사에 따르자면, 상원사는 선덕왕의 두 왕자에 의해서 세워졌는데, 처음에는 진여원이라 불렀다. 자장율사가 개산한 뒤로 오대산이 불교 성지로 그 이름을 빛내면
서 마침내 오류성중, 곧 다섯 부류의 성인들이 머무는 곳으로 신앙화 되기 시작하던 즈음이다. 절을 짓고 난 후 두 왕자는 그 곳에서 수행을 했는데, 신문왕이 죽은 후
후계 문제로 다툼이 끊이질 않자, 오대산의 두 왕자를 찾아왔고 그 중 하나가 왕이 된 후 진여원을 상원사로 개명했다.
고려시대에 들어 상원사에 대한 설명은 오히려 찾아보기 힘들다. 국교가 불교이니만큼 불교 성지에 대한 중흥이 일어날 법도 한데, 더 이상의 기록이 남아 있지 않은 것으로 보아, 후삼국 시대를 전후로 소실 된 것이 아닌가 하는 추측만이 남아 있을 뿐이다. 고려 후기 이색의 오대상원사승당기라고하는 기행문에서 나옹스님의 제자로 알려진 영로암 스님이 재건했다는 기록이 나오는 것으로 보아, 현재의 상원사는 적어도 고려 말 이후의 것이다. 그 이후 조선 시대의 숭유억불(崇儒抑佛)정책으로 인해 상원사는 자칫하면 소외된 절이 될 뻔 했으나. 세조와의 인연으로 다행히 그 명성을 이어가게 된다. 현재 상원사는 월정사에 포함된 절이다.

### 영월 법흥사 적멸보궁
사자산 영월 법흥사는 선덕여왕 12년에 자장율사가 흥녕사라는 이름으로 창건하였다. 흥녕사는 자장율사가 창건한 적멸보궁 중 가장 오래 머물던 곳으로 직접 율사가 수행하던 토굴이 그 뒤에 있다. 율사가 절을 세운 후에 신라의 선승들이 모여 사자산에 신라 말 구산선문 중의 하나인 사자산문을 연다. 이 사자산문은 특히 흥녕선원으로 불리며, 한국불교사의 명맥을 이어가는 선원 중의 하나로 자리잡으며, 불법의 계승이 이루어지는 곳이기도 하였다. 흥녕사는 고려 의종(1163)년에 중창하였으며, 조선 영조, 정조, 헌종 때까지 적멸보궁, 선문의 역할을 다해왔다. 하지만 워낙 오랜 역사를 견뎌왔기에 절의 형태는 폐사지에 가까웠다. 1902년에 대원각사에 의해 법흥사로 개칭되고 재건되었다.

### 정암사
정암사 적멸보궁은 지은 시기를 정확하게 알 수 없으나, 영조 47년(1771)에 고쳐 지은 것으로 미루어 18세기 초에 세운 것으로 추정되며 이 후에도 여러 차례 보수하였다. 이곳은 신라 선덕여왕 때 자장율사가 석가모니불의 사리를 정암사에 수마노탑을 세워 안치하고 이를 지키기 위해 세운 것이다.
앞면 3칸·옆면 2칸 규모이며, 지붕은 옆면에서 볼 때 여덟 팔(八)자 모양과 비슷한 팔작지붕이다. 지붕 처마를 받치기 위해 장식하여 만든 공포는 기둥 위에만 있는 주심포 양식으로 꾸몄다.
안쪽에는 불상이 없고 신중탱화 2점과 동종 1점을 보관하고 있다.

### 설악산 봉정암
자장율사가 진신사리를 봉안하기 위해 길지를 찾던 도중, 봉황이 한 마리 나타나서 율사의 눈을 끌었다. 날아가는 봉황을 자장율사는 계속해서 따라갔고, 그러던 중
부처님을 닮은 바위를 찾게 되었다. 봉황은 부처님을 닮은 바위의 이마부분으로 사라졌고, 율사는 곧 그 주위가 수려한 산들로 둘러싸인 길지임을 알게 되었다. 그
이마를 닮은 부분에 부처님의 뇌사리를 봉안하고 암자를 세우니, 이것이 봉정암(자장 봉황암)의 유래다. 봉정암은 말 그대로 봉황이 부처님의 이마(이마정)로 사라졌다 해서 붙은 이름이다.특히 봉
정암은 암자나 고승들의 수행처로 이름 높은 곳이다. 자장율사가 봉정암을 세운 이래로, 원효, 보조 등의 국사가 수행했으며, 그 외에도 많은 학자들이 공부를 위해 봉정암을 찾았다. 워낙 산세가 험하기 때문에 봉정암이 현재의 모습처럼 절의 모양을 갖추는 데는 오랜 시간이 걸렸다. 신라 문무왕 때 원효대사가 중건에 앞장 선 후 고려 명종에 이르러 지눌국사가 다시 재건하였으며, 6.25이전까지 여러 스님들과 불교 신도들이 7차례에 걸쳐 절을 세우는 것을 돕기 위해 모금 활동을 했다.

## 적멸보궁의 건축적•미술적 상징과 가치
적멸보궁은 부처의 진신사리 그 자체를 보관하고 있는 건물이기에, 불상이나 탱화 등 그 어떠한 부처를 상징하는 다른 대상은 없다. 대신에절의 대들보를 구성하는 공포나 벽면의 벽화, 또는 탑 등에서 다른 전각들과는 다른 특징이 나타난다. 특히 다른 절들의 건축 형식, 미술 형식보다 더욱 큰 상징을 내포하고 있는 경우가 많으며, 이러한 숨은 상징들을 통해 은유적으로 불교의 가치를 표현하는 경우가 많다.

### 불뇌보탑 - 봉정암
봉정암의 불뇌보탑은 석가모니불, 즉 부처님의 뇌사리를 봉안했다고 전해지는 탑이다. 이 탑에는 다른 불탑과는 달리 별다른 장식이 없다. 5층 중 가장 밑에 연꽃 모양의 문양이 희미하게만 남아 있을 뿐이다. 처음에는 탑의 벽면에 다른 문양이 있고 풍화된 것으로 짐작했으나 어떠한 문양의 흔적조차 찾을 수 없어 조각된 문양은 밑 부분의 연꽃이 유일한 것이 밝혀졌다. 불뇌보탑은 특이하게 탑의 기단부를 찾을 수 없다. 탑의 기단부는 원래 탑의 맨 밑층과 지반을 구분하기 위해서 만드는 석조물인데, 불뇌보탑은 상징적으로 중요한 탑임에도 불구하고 기단부가 없다. 이에 대한 해설은 여러 가지가 있는데 그 중 유력한 것은, 설악산의 장엄한 암석들이 탑의 기단부 역할 즉, 탑을 떠받들고 있음을 나타내기 위한 방법이라는 설이다. 기단부를 따로 만들지 않고, 부처의 진신사리에 대한 존경까지를 함께 나타내는 것이다.

## 불교성지로써의 가치
적멸보궁은 자장율사가 건립한 이래로 종교적 성지로써의 역할을 해왔다. 큰 불교적 행사가 있을 때마다 적멸보궁을 중심으로 행사가 행해졌으며, 주요 선승들과 고승들이 공부를 위해 선택한 장소도 적멸보궁이었기에 자연스레 불법의 전승 장소라는 명맥도 이어갔다.이러한 불교 성지로서의 가치가 극에 달한 것은 불교를 국교로 정하고 크게 진흥시킨 고려에 이르러서이다. 물론 고려시대에는 적멸보궁뿐만이 아니라 길거리에서도 일반 민중이 쉽게 접할 수 있는 많은 대중적인 절들이 세워졌지만, 그럴수록 진신사리를 봉안하고 있는 성지로써의 적멸보궁이 가지고 있는 유일함과 특별함은 더욱 빛을 발했다.조선시대에 이르러 국가적인 숭유억불 정책으로 인해 많은 불교 신도들이 탄압받았고, 적멸보궁 또한 그 가치를 인정받지 못했지만, 결국 임진왜란 때, 구국의 기치를 들고, 승병과 의병을 일으킨 중심지가 되었던 것도 적멸보궁의 힘이 크다. 그 중에서도 특히 사명대사는 전국의 명산, 명승지, 특히 적멸보궁을 중심적으로 돌아다니며, 승려들의 참여를 촉구하였고, 결국 이러한 노력은 적멸보궁의 선승들이 구국운동에 적극적으로 나서게 되는 계기가 되었다.그 중 임진왜란 당시 통도사의 설화를 하나 살펴보면, 사리를 훔치려던 왜군들이 처음에 함을 열어보니 두꺼비가 사리를 지키고 있었고 그에 놀라 함을 닫았다가 다시 열어보니 구렁이가 똬리를 틀고 사리를 지키고있어 사리를 가져가지 못했다고 한다.이 두꺼비와 구렁이는 별다른 특별한 전설이나 설화를 나타낸다기보다는 적멸보궁을 비롯해 나라를 지키고자 했던 백성의 마음이 비유적으로 표현된 것이라고 보는 것이 옳다. 실제로 승병들의 궐기로 인해 많은 일반 백성 또한 의병 활동에 참여하게 되었으며, 전국적으로 의병 활동이 확산되기도 하였다.이렇듯, 적멸보궁은 그 명맥을 이어오며, 국난 때에는 민족적 운동의 중심지로써의 역할까지 수행하였다. 하지만 대부분의 적멸보궁이 6.25 때 크게 훼손되었는데, 이는 적멸보궁 대부분이 깊은 산 속에 있어, 그대로 놔두면 적군의 결집 장소가 된다고 판단, 없애는 것이 군사작전상 도움이 된다고 생각했기 때문이다.다행히도 6.25가 끝난 후에 재건과 수리가 계속해서 진행되었고, 현재 적멸보궁은 대한민국 불교 신도들의 성지로써 여전히 남아있다.

## 참고 문헌
- 이 문서에는 다음커뮤니케이션(현 카카오)에서 GFDL 또는 CC-SA 라이선스로 배포한 글로벌 세계대백과사전의 내용을 기초로 작성된 글이 포함되어 있습니다.
- 한국불교미술사 - 김리나 저